# Agustín Manzo
Agustín Manzo Ponce (Ciudad de México, 16 de octubre de 1958) es un exfutbolista y directivo mexicano que como jugador, se desempeñó como mediocampista ofensivo.

## Jugador
Su debut lo hizo con el América, también jugó en Toluca y de ahí pasó a la Máquina Celeste de Cruz Azul con quien fue subcampeón de liga en las campañas 1986-1987 y 1988-89, además de subcampeón copa en la temporada 1987-1988 para, finalmente, terminar su carrera en la Jaiba Brava del Tampico-Madero. 
Durante su carrera sufrió varias operaciones entre ellas una muy fuerte en la pierna derecha, además de operaciones en ambas rodillas.

## Selección nacional
Jugó en la selección de fútbol de México que participó en la Copa Mundial de Fútbol Juvenil de 1977, en dicho torneo participó de 3 encuentros y anotando la misma cantidad de goles uno de los cuales se lo anotó a Unión Soviética en la final del torneo al minuto 88 llevando de esta forma el partido a la definición por penales que luego su selección perdería 9 a 8.

### Participaciones en Copas del Mundo
| Mundial                          | Sede            | Resultado  |
| -------------------------------- | --------------- | ---------- |
| Copa Mundial FIFA Sub-20 de 1977 | Unión Soviética | Subcampeón |

## Directivo
En el año 2000, es nombrado Director deportivo del Cruz Azul, bajo su administración, en 2014 los cementeros consiguieron el título de Liga de Campeones de CONCACAF.